# Bula de Oro de 1356

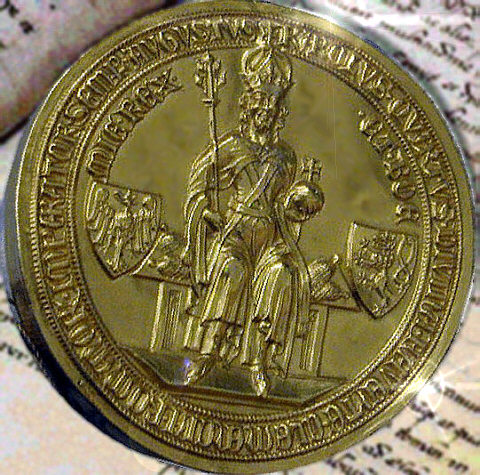
La bula o sello dorado adosado al decreto le valió el nombre de Bula de Oro.

La Bula de Oro (en latín: bulla aurea), a veces llamada bula de oro de Núremberg o bula de oro de Metz, es un texto esencial del Sacro Imperio, promulgada por el emperador Carlos IV en 1356 en la ciudad de Metz. Consistía en un conjunto de reglas que regulaban detalladamente el proceso completo de la elección del rey de Romanos, daba a la institución imperial su forma definitiva y atribuía la elección del rey a los príncipes electores. Su nombre proviene de la forma del documento original, sellado por una bula de oro metálica.
La ciudad de Fráncfort conserva una copia original de esta famosa bula de oro. Hay otra copia en los archivos de la ciudad de Metz. Una copia original iluminada fue entregada al Reino de Bohemia, que ahora se conserva en la Biblioteca Nacional de Austria. Las copias originales aún conservadas han sido promovidas al Registro Internacional de la Memoria del Mundo en 2013.
La bula fijaba a Fráncfort como el lugar de la elección y establecía siete príncipes electores (Kurfürsten) como los responsables de llevarla a cabo, a la sazón, los arzobispos de Maguncia, Tréveris y Colonia, el Rey de Bohemia, el Conde Palatino del Rin, el Duque de Sajonia y el margrave de Brandeburgo. Por otra parte, favorecía a la Casa de Luxemburgo, a la que pertenecía Carlos IV, frente a la Casa de Wittelsbach, titular del ducado de Baviera y del condado Palatino del Rin, ya que Baviera fue excluida de la lista de electores; también perjudicó a otra Casa rival de Luxemburgo, los Habsburgo, que también fueron excluidos.
La necesidad de establecer un reglamento de elección surgió tras las dobles elecciones de 1198, 1257 y 1314, y la asunción por parte del papado del poder aprobar y legitimar a un determinado candidato, de modo que se apreció la necesidad de fijar un procedimiento para elegir el emperador sin intervención papal. En la declaración de Rhens (1338), se proclamó como una antigua costumbre imperial la validez de una elección por mayoría y que el Rey de Romanos electo asumiría inmediatamente el poder, sin requerirse la aprobación papal. Esta declaración se aprobó en la subsiguiente Dieta de Fráncfort como una ley imperial. Finalmente, en la Dieta de Núremberg, Carlos IV promulgó la Bula de Oro (por el sello dorado o bula que llevaba), que establecía y fijaba el procedimiento de elección del rey.